# Автошлях Т 0714
Автошля́х Т 0714 — автомобільний шлях територіального значення у Закарпатській області. Пролягає територією Берегівського району через Шом — Горонглаб — Дзвінкове (пункт контролю). Загальна довжина — 9 км.

## Маршрут
Автошлях проходить через такі населені пункти:
| Автошлях Т 0714            |
| Закарпатська область       |
| Берегівський район         |
| Шом                        |
| Горонглаб                  |
| Дзвінкове (пункт контролю) |